# 横須賀市立根岸小学校
横須賀市立根岸小学校（よこすかしりつ ねぎししょうがっこう）とは、神奈川県横須賀市大津町にある市立小学校。

## 沿革
- 1980年（昭和55年）
  - 4月1日 - 横須賀市立大津小学校から分離、開校。
  - 6月19日 - 開校式挙行。この日を創立記念日とした。
- 1981年（昭和56年）3月 - 校章・校旗制定。
- 1984年（昭和59年） - 新校舎建設のため、プレハブ校舎に引っ越し。
- 1985年（昭和60年）10月28日 - 新校舎完成。
- 1986年（昭和61年）
  - 2月 - 校歌「光の中で」完成。シンボルツリー「はなもも」植樹。
  - 6月 - 新校舎落成式挙行。
  - 7月 - プール完成。
- 1990年（平成2年）6月 - 10周年記念式典挙行。
- 1998年（平成10年） - 体育館内部改修。
- 2000年（平成12年）6月 - 20周年お祝いの会開催。
- 2001年（平成13年） - コンピュータ室設置。
- 2002年（平成14年） - 中庭に飼育小屋（ウサギ、インコ、チャボ）設置。
- 2003年（平成15年） - C棟トイレ改修。
- 2004年（平成16年） - 観察池設置。
- 2005年（平成17年） - 体育館耐震工事。
- 2007年（平成19年） - 体育倉庫新設。
- 2008年（平成20年） - 防犯カメラ設置。裏門フェンス完成。はなもも教室完成。普通教室にパソコンプロジェクター設置。
- 2009年（平成21年） - 保健室前花壇改修工事。体育館裏側側溝工事。
- 2010年（平成22年） - 創立30周年記念はちのこまつり開催。創立30周年記念式典挙行。
- 2011年（平成23年） - 普通教室エアコン取り付け工事開始（5月完了）。
- 2012年（平成24年） - 体育館トイレ洋式化改修。

### この節の出典
- 学校のおいたち（根岸小学校ホームページ内）

## 通学区域
2020年度は以下の通りである。
- 根岸町1丁目、2丁目、3丁目の内1番、5丁目（20番、21番、22番（1号～13号を除く）、23番、26番～30番を除く）
- 大津町5丁目
- 池田町5丁目、6丁目

また、以下の地域は他校の通学区域であるが、通うことができる。
- 根岸町3丁目5番
- 大津町4丁目1～8番
- 池田町1丁目1番

## 進学先中学校
本校の通学区域がそれとなっているのは横須賀市立大津中学校である。
また、公立学校選択制により、以下の学校も選択できる。
- 横須賀市立馬堀中学校
- 横須賀市立鴨居中学校
- 横須賀市立公郷中学校
- 横須賀市立久里浜中学校

## 学校周辺
- 国道134号
- 横須賀市立大津中学校
- 大津町5丁目町内会館
- 根岸町2丁目町内会館
- 大津公園
- 北久里浜郵便局
- 北久里浜商店街振興組合
- 京浜急行電鉄本線
  - 新大津駅
  - 北久里浜駅

## 交通
- 京急本線
  - 新大津駅から、徒歩約390m・約6分。
  - 北久里浜駅から、徒歩約950m・約15分。